# 감마-리놀렌산
γ-리놀렌산(영어: γ-linolenic acid, GLA)은 주로 식물성 기름에서 발견되는 지방산이다. 아라키돈산 5-리폭시제네이스는 γ-리놀렌산에 작용할 때 류코트라이엔을 생성하지 않으며, 효소에 의한 아라키돈산의 류코트라이엔으로의 전환이 억제된다.

## 화학
γ-리놀렌산은 n−6 (ω−6 또는 오메가-6) 지방산으로 분류되는데, 이는 메틸 말단에서부터 6번째 탄소에 첫 번째 이중 결합이 존재함을 의미한다. 생리학 문헌에서 γ-리놀렌산은 18:3 n−6으로 지칭된다. γ-리놀렌산은 18개의 탄소로 구성된 사슬 및 3개의 시스 이중 결합을 가지고 있는 카복실산이다. γ-리놀렌산은 다불포화 오메가-3 지방산인 α-리놀렌산의 이성질체로 카놀라유, 콩, 호두, 아마인유, 들깨, 치아 및 대마 씨앗에서 발견된다.

## 역사
γ-리놀렌산은 달맞이꽃의 종자유로부터 처음 분리되었다. 달맞이꽃은 몸의 붓기를 치료하기 위해 아메리카 원주민들에 의해 재배되었다. 달맞이꽃 종자유는 17세기에 유럽에 소개되었고, 인기있는 민간 요법이 되어 왕의 만병통치약(king's cure-all)이라는 이름을 얻었다. 1919년에 헤이더슈카(Heiduschka)와 루프트(Lüft)는 달맞이꽃 종자에서 기름을 추출하고, 발견한 특이한 리놀렌산을 γ-리놀렌산이라고 명명했다. γ-리놀렌산의 정확한 화학 구조는 나중에 라일리(Riley)에 의해 밝혀졌다.
리놀렌산은 α- 및 γ- 형태가 있지만, β- 형태는 없다. β-리놀렌산은 한 번 확인되었지만, 이는 원래 분석 과정에서의 인공물인 것으로 밝혀졌다.

## 식이 공급원
|  |

γ-리놀렌산은 달맞이꽃 종자유, 블랙커런트 오일, 보리지 오일, 삼씨기름과 같은 식물성 기름으로부터 얻을 수 있다. γ-리놀렌산은 또한 식용 삼씨, 귀리, 보리 및 스피룰리나에서 다양한 양으로 발견된다. 일반적인 잇꽃기름에는 γ-리놀렌산이 포함되어 있지 않지만, 2011년 이후로 상업적으로 판매되는 유전자 변형 잇꽃기름에는 40%의 γ-리놀렌산이 포함되어 있다. 보리지 오일은 20%의 γ-리놀렌산, 달맞이꽃 종자유는 8~10%의 γ-리놀렌산, 블랙커런트 오일은 15~20%의 γ-리놀렌산을 함유하고 있다. γ-리놀렌산은 또한 두리안의 일종인 두리오 그라베올렌스(Durio graveolens)의 열매에 함유된 지방의 12.23%를 차지한다.
인체는 리놀레산으로부터 γ-리놀렌산을 생성한다. 이러한 반응은 카복실 말단에서부터 6번째 탄소에 이중 결합을 만드는 효소인 Δ6-불포화효소에 의해 촉매된다. 리놀레산은 식용유 및 육류와 같은 풍부한 공급원으로부터 식사를 통해 충분히 섭취할 수 있다. 그러나 γ-리놀렌산의 부족은 Δ6-불포화효소의 전환 효율이 감소할 때(예를 들어, 나이가 들거나 특정 식이의 결핍이 있을 때) 또는 γ-리놀렌산 대사산물의 과도한 소비가 있는 질병 상태에서 일어날 수 있다.

## 에이코사노이드의 공급원
신체는 γ-리놀렌산으로부터 다이호모-γ-리놀렌산을 생성할 수 있다. γ-리놀렌산은 아라키돈산 및 에이코사펜타엔산(EPA)과 함께 에이코사노이드의 세 가지 공급원들 중 하나이다. 다이호모-γ-리놀렌산은 프로스타글란딘인 PGH1의 전구체이며, PGH1은 차례로 PGE1 및 트롬복산인 TXA1을 형성한다. PGE11과 TXA1은 모두 항염증제이다. 트롬복산 TXA1은 혈관 확장을 유도하고, 결과적으로 혈소판을 억제하며, TXA1은 트롬복산인 TXA2의 전염증 특성을 조절(감소)시킨다. PGE1은 면역계 기능의 조절에 역할을 하며, 의약품인 알프로스타딜로 사용된다.
아라키돈산 및 에이코사펜타엔산과 달리 다이호모-γ-리놀렌산은 류코트라이엔을 생성할 수 없다. 그러나 다이호모-γ-리놀렌산은 아라키돈산으로부터 전염증성 류코트라이엔의 생성을 억제할 수 있다.
γ-리놀렌산은 일반적으로 전염증성 산인 오메가-6 지방산이지만, 항염증성을 가지고 있다.

## 건강과 의약
γ-리놀렌산은 특히 데이비드 호로빈(1939년~2003년)에 의해 가슴 통증 및 습진을 포함한 다양한 질병에 대한 의약품으로 홍보되었다. 호로빈의 달맞이꽃 종자유 마케팅은 영국 의학 저널에 의해 윤리적으로 의심스러운 것으로 기술되었다. 2002년에 영국 의약품 및 건강관리 제품 규제청은 습진 치료제로 달맞이꽃 종자유에 대한 마케팅 허가를 철회했다. 그러나 최근에 보리지 오일(γ-리놀렌산의 농도가 높은 기름)의 국소 적용이 이중 맹검 위약 대조 임상시험에서 아토피성 피부염의 증상을 감소시키는 것으로 나타났다.

## 같이 보기
- 불포화 지방산
- 오메가-6 지방산